# Oscaruddelingen 1972
Oscaruddelingen 1972 var den 44. oscaruddeling, hvor de bedste film fra 1971 blev hædret af Academy of Motion Picture Arts and Sciences. Uddelingen blev afholdt 10. april 1972 i Dorothy Chandler Pavilion i Los Angeles, Californien, USA.

## Vindere og nominerede
Nomineringerne blev offentliggjort 22. februar 1972. Vindere står øverst, er skrevet i fed og indikeret ved en double dagger ().
| Bedste film | Bedste instruktør |
| --- | --- |
| - The French Connection – Philip D'Antoni, producer - A Clockwork Orange – Stanley Kubrick, producer - Spillemand på en tagryg – Norman Jewison, producer - Sidste forestilling – Stephen J. Friedman, producer - Nicolai og Alexandra – Sam Spiegel, producer | - William Friedkin – The French Connection - Stanley Kubrick – A Clockwork Orange - Norman Jewison – Spillemand på en tagryg - Peter Bogdanovich – Sidste forestilling - John Schlesinger – Den satans søndag |
| Bedste mandlige hovedrolle | Bedste kvindelige hovedrolle |
| - Gene Hackman – The French Connection som Jimmy "Popeye" Doyle - Peter Finch – Den satans søndag som Dr. Daniel Hirsch - Walter Matthau – Kotch - en helvedes go' bedstefar som Joseph P. Kotcher - George C. Scott – Hospitalet som Dr. Herbert "Herb" Bock - Chaim Topol – Spillemand på en tagryg som Tevye | - Jane Fonda – Klute som Bree Daniels - Julie Christie – Vestens syndige par - McCabe & Mrs. Miller som Constance Miller - Glenda Jackson – Den satans søndag som Alex Greville - Vanessa Redgrave – Marie Stuart, dronning af Skotland som Marie Stuart - Janet Suzman – Nicolai og Alexandra som Kejserinde Alexandra |
| Bedste mandlige birolle | Bedste kvindelige birolle |
| - Ben Johnson – Sidste forestilling som Sam the Lion - Jeff Bridges – Sidste forestilling som Duane Jackson - Leonard Frey – Spillemand på en tagryg som Motel Kamzoil - Richard Jaeckel – Hårdt mod hårdt som Joe Ben Stamper - Roy Scheider – The French Connection som Det. Buddy 'Cloudy' Russo | - Cloris Leachman – Sidste forestilling som Ruth Popper - Ann-Margret – Kødets lyst som Bobbie - Ellen Burstyn – Sidste forestilling som Lois Farrow - Barbara Harris – Hvem er Harry Kellerman og hvorfor siger han disse skrækkelige ting om mig? som Allison Densmore - Margaret Leighton – Sendebudet som Mrs. Maudsley |
| Bedste historie og manuskript baseret på faktuelt materiale eller materiale, der ikke tidligere er offentliggjort eller produceret | Bedste manuskript baseret på materiale fra et andet medium |
| - Hospitalet – Paddy Chayefsky - Undersøgelse af en borger hævet over enhver mistanke – Elio Petri og Ugo Pirro - Klute – Andy Lewis og Dave Lewis - Sommeren 42 - jeg glemmer dig aldrig – Herman Raucher - Den satans søndag – Penelope Gilliatt | - The French Connection – Ernest Tidyman baseret på bogen af Robin Moore - A Clockwork Orange – Stanley Kubrick baseret på romanen af Anthony Burgess - Medløberen – Bernardo Bertolucci baseret på romanen Il Conformista af Alberto Moravia - Den forbudte have – Vittorio Bonicelli og Ugo Pirro baseret på romanen af Giorgio Bassani - Sidste forestilling – Peter Bogdanovich og Larry McMurtry baseret på romanen af Larry McMurtry |
| Bedste fremmedsprogede film | Bedste kostumer |
| - Den forbudte have (Italien) på italiensk – Vittorio De Sica - Byen uden årstider (Japan) på japansk – Akira Kurosawa - Udvandrerne (Sverige) på svensk – Jan Troell - Ha-Shoter Azulai (Israel) på hebræisk – Ephraim Kishon - Tjaikovskys liv og musik (USSR) på russisk – Igor Talankin | - Nicholai og Alexandra – Yvonne Blake og Antonio Castillo - Hokus Pokus Kosteskaft – Bill Thomas - Døden i Venedig – Piero Tosi - Marie Stuart, dronning af Skotland – Margaret Furse - What's the Matter with Helen? – Morton Haack |
| Bedste dokumentar | Bedste korte dokumentar |
| - Hellstrøm rapporten – Walon Green - Alaska Wilderness Lake – Alan Landsburg - Motor-cross - hver søndag – Bruce Brown - Ra – Lennart Ehrenborg og Thor Heyerdahl - Le chagrin et la pitié – Marcel Ophüls | - Centinelas del silencio – Robert Amram og Manuel Arango - Met het oog op avontuur – Han van Gelder - Art Is... – Julian Krainin and DeWitt L. Sage Jr. - The Numbers Start with the River – Donald Wrye - Somebody Waiting – Sherwood Omens, Hal Riney and Dick Snider |
| Bedste kortfilm | Bedste animerede kortfilm |
| - Centinelas del silencio – Robert Amram og Manuel Arango - Good Morning – Denny Evans og Ken Greenwald - The Rehearsal – Stephen F. Verona | - The Crunch Bird – Ted Petok - Evolution – Michael Mills - The Selfish Giant – Peter Sander and Murray Shostak |
| Bedste originale musik | Best musik: Sangbaseret eller adapteret |
| - Sommeren 42 - jeg glemmer dig aldrig – Michel Legrand - Marie Stuart, dronning af Skotland – John Barry - Nicholai og Alexandra – Richard Rodney Bennett - Shaft – Isaac Hayes - Køterne – Jerry Fielding | - Spillemand på en tagryg – adapteret John Williams - Hokus Pokus Kosteskaft – Adapted by Irwin Kostal; Sangpartitur af The Sherman Brothers: Robert B. og Richard M. - Boy Friend – Adapteret af Peter Maxwell Davies and Peter Greenwell - Tjaikovskys liv og musik – Adapteret af Dimitri Tiomkin - Charlie og chokoladefabrikken – Adapteret af Walter Scharf; Sangpartitur af Leslie Bricusse og Anthony Newley                       |
| Bedste sang | Bedste lyd |
| - "Theme from Shaft" fra Shaft – Musik og Tekst af Isaac Hayes - "The Age of Not Believing" fra Hokus Pokus Kosteskaft – musik og tekst af Robert Sherman and Richard Sherman - "All His Children" fra Hårdt mod hårdt – Musik af Henry Mancini; Tekst af Alan and Marilyn Bergman - "Bless the Beasts and Children" fra Drenge bli'r mænd – Musik og tekst af Perry Botkin Jr. og Barry De Vorzon - "Life Is What You Make It" fra Kotch – Musik af Marvin Hamlisch; Tekst af Johnny Mercer | - Spillemand på en tagryg – David Hildyard og Gordon K. McCallum - Diamanter varer evigt – Gordon K. McCallum, John W. Mitchell og Alfred J. Overton - The French Connection – Christopher Newman og Theodore Soderberg - Kotch – Richard Portman og Jack Solomon - Marie Stuart, dronning af Skotland – John Aldred og Bob Jones |
| Bedste scenografi | Bedste fotografering |
| - Nicholai og Alexandra – Ernest Archer, John Box, Jack Maxsted, Gil Parrondo og Vernon Dixon - Truslen fra det ukendte – Boris Leven, William H. Tuntke og Ruby R. Levitt - Hokus Pokus Kosteskaft – Peter Ellenshaw, John B. Mansbridge, Hal Gausman og Emile Kuri - Spillemand på en tagryg – Robert F. Boyle, Michael Stringer og Peter Lamont - Marie Stuart, dronning af Skotland – Terence Marsh, Robert Cartwright og Peter Howitt                                                   | - Spillemand på en tagryg – Oswald Morris - The French Connection – Owen Roizman - Sidste forestilling – Robert Surtees - Nicholai og Alexandra – Freddie Young - Sommeren 42 - jeg glemmer dig aldrig – Robert Surtees |
| Bedste klipning | Bedste visuelle effekter |
| - The French Connection – Gerald B. Greenberg - Truslen fra det ukendte – Stuart Gilmore og John W. Holmes - A Clockwork Orange – Bill Butler - Kotch – Ralph E. Winters - Sommeren 42 - jeg glemmer dig aldrig – Folmar Blangsted | - Hokus Pokus Kosteskaft – Danny Lee, Eustace Lycett og Alan Maley - Akita - solens forbandelse – Jim Danforth og Roger Dicken |